# Thamnochortus
Thamnochortus  es un género con 72 especies de plantas herbáceas perteneciente a la familia Restionaceae. 

## Especies seleccionadas
- Thamnochortus acuminatus
- Thamnochortus amoena
- Thamnochortus aemulus
- Thamnochortus arenarius
- Thamnochortus argenteus
- Thamnochortus bachmanni
- Thamnochortus bromoides
- Thamnochortus burchellii
- Thamnochortus canescens